# Lambert von Luytge
Meister Lambert von Luytge war ein Maler der Kölner Malerschule, der vor 1487 bis 1508 tätig war. Seine Biographie ist von einigen Kunsthistorikern mit dem Werk des Jüngeren Meisters der Heiligen Sippe verknüpft worden. Diese Zuschreibung hat sich noch nicht erhärten lassen.
Die biographischen Angaben in den überlieferten Quellen sind – wie bei den meisten Kölner Künstlern – sehr lückenhaft und ergeben nur dann ein knappes Lebensbild, wenn wir voraussetzen, dass es sich in den Akten stets um denselben Lambert handelt, dessen Name allerdings selten ist.
Lambert führte in den Schreinsurkunden den Zusatz „von Luytge.“ Daraus ist geschlossen worden, dass der Meister ursprünglich aus Lüttich nach Köln gekommen sei. Der Meister wohnte 1487 auf der Martinstrasse in der Pfarre Klein St. Martin. 1491 hat er ein Wohnhaus mit Atelier in der Schildergasse übernommen. Er wurde um 1500 in das Amt des Stadtmalers berufen und bemalte in dieser Funktion etliche “Kruzifixe und Schilder”; darunter dürfen wir Altarwerke und Gemälde auf Holz verstehen. Zusätzlich wurde Lambert beauftragt, das Haus zur Krone, dass Annobild vor dem Friesentor, ein Uhrwerk und ein Portal mit Engeln zu schaffen, die verloren sind. Für den Ratskeller und in der Ratskapelle gestaltete er Wappen. 1508 ist er im Amt des Stadtmalers verstorben.
Der Kunsthistoriker Herbert Rode hat vorgeschlagen, Lambert von Luytgen mit dem Werk des Jüngeren Meisters der Heiligen Sippe zu verbinden. Lambert sei bis zu seinem Tod 1508 Stadtmaler gewesen. In diesem Amt sei er auch beauftragt worden, den Zyklus der Nordseitenschiffenster im Kölner Dom zu entwerfen, die teilweise von der Stadt Köln gestiftet wurden. Das Werk sei dann von seinem Nachfolger im Amt des Stadtmalers, Meister Clais fortgesetzt worden. Wegen der zeitlichen Koinzidenz beim Wechsel im Stadtmaleramt und beim Wechsel der Entwurfsmaler für die Fenster hält es Rode für plausibel, Lambert mit dem Entwurfsmaler für die ersten Fenster und Meister Clais für die Entwurfsmaler der weiteren Fenster zu identifizieren. Nach vorherrschender stilkritischer Überzeugung stammen die ersten Fenster vom Jüngeren Meister der Heiligen Sippe und die folgenden vom Meister von Sankt Severin. Diese Verknüpfung ist teilweise positiv rezipiert worden; oft wurde allerdings festgestellt, dass die Quellen nicht ausreichten, um die Identifikation zu stützen, so dass sie sich bisher nicht durchgesetzt hat.